# Β-セクレターゼ1
β-セクレターゼ1 (beta-secretase 1, BACE1) は、beta-site amyloid precursor protein cleaving enzyme 1、beta-site APP cleaving enzyme 1、membrane-associated aspartic protease 2、memapsin-2、aspartyl protease 2、ASP2 といった名称でも知られる酵素で、ヒトではBACE1遺伝子にコードされている。
BACE1は、末梢神経細胞におけるミエリン鞘の形成に重要なアスパラギン酸プロテアーゼある。膜貫通タンパク質で、細胞外ドメインの活性部位には2つのアスパラギン酸残基が含まれる。二量体として機能する可能性がある。

## アルツハイマー病における役割

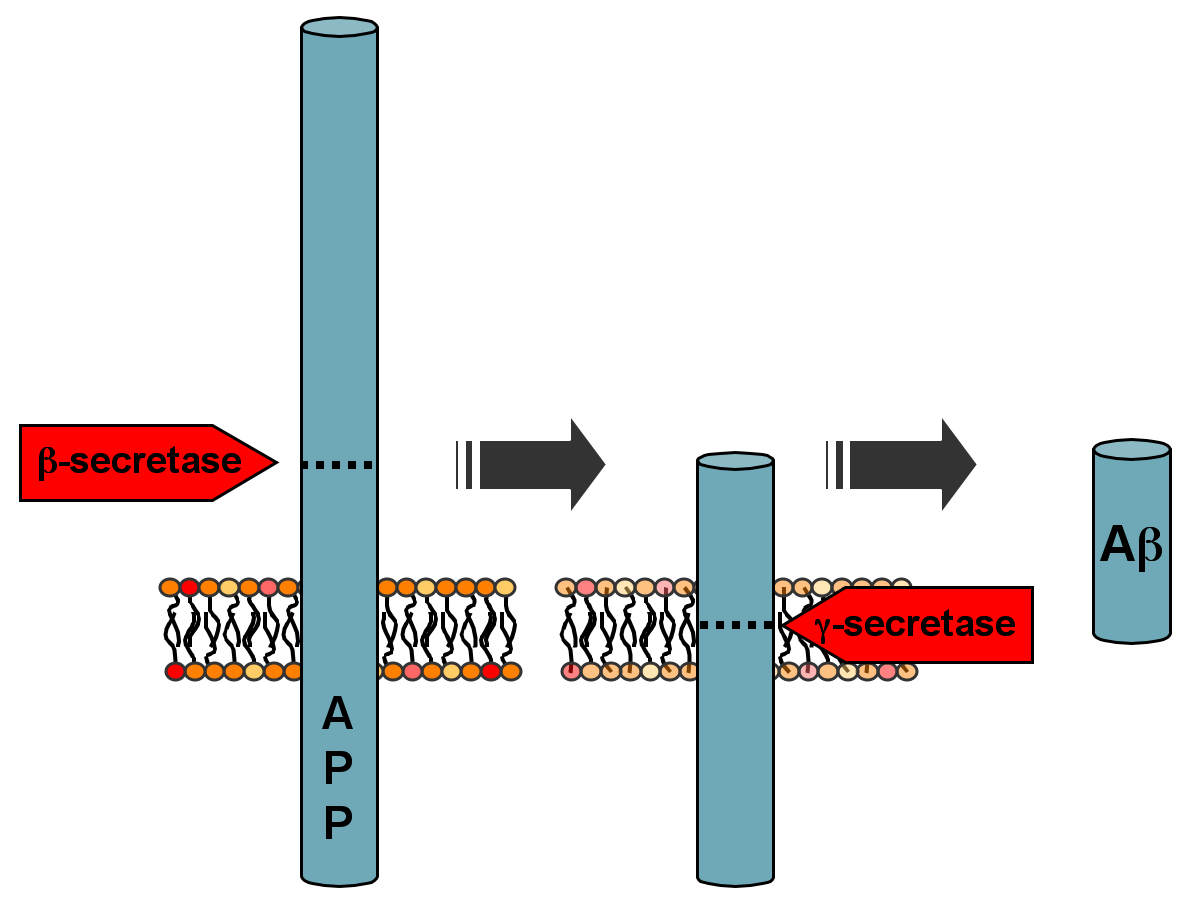
アミロイド前駆体タンパク質のプロセシング

アルツハイマー病患者の脳で凝集する、40または42アミノ酸長のアミロイドβペプチドの生成には、アミロイド前駆体タンパク質 (APP) の2段階の切断が必要である。BACE1によるAPPの細胞外領域の切断は、可溶性の細胞外断片と細胞膜に結合したC99と呼ばれる断片を作り出す。γ-セクレターゼによるC99の膜貫通ドメインの切断によって、APPの細胞内ドメインが遊離するとともにアミロイドβを産生される。γ-セクレターゼはBACE1よりも細胞膜の近くを切断するため、γ-セクレターゼによってアミロイドβの断片が切り出されるのである。最初にBACE1ではなくα-セクレターゼによってAPPが切断されることで、最終的なアミロイドβの生成が防がれる。
家族性アルツハイマー病は疾患の稀な形態で早期の発症を引き起こすが、APPやγ-セクレターゼに重要なプレセニリンとは異なり、BACE1をコードする遺伝子に家族性アルツハイマー病の原因となる変異は知られていない。しかし、この酵素のレベルは一般的な発症の遅い孤発性アルツハイマー病において上昇していることが示されている。APPの1残基の変異によって、BACE1が切断を行ってアミロイドβを産生する能力が低下し、アルツハイマー病や他の認知機能低下のリスクが低下する。

## BACE阻害剤
この酵素をブロックする薬剤 (BACE阻害剤) は理論上、アミロイドβの形成を防ぎ、(アミロイド仮説によると) アルツハイマー病の進行を遅くするか止める可能性がある。

### アルツハイマー病
いくつかの製薬会社で開発の初期段階にあり、治療薬としての可能性が試験されている。2008年の3月にはCoMentis社の候補薬CTS-21166の第I相試験の結果が報告された。
2012年4月にメルク・アンド・カンパニーは候補薬ベルべセスタット (MK-8931) の第I相試験の結果を報告した。メルクはMK-8931第II/III相試験を2012年12月に開始し、2019年7月に完了する予定である。2017年2月メルクは、軽度から中度のアルツハイマー病患者に対するベルベセスタットの後期の治験を、専門家第三者委員会による奏功性が事実上ないという報告を受けて中止した。その3か月前、イーライリリー・アンド・カンパニーはソラネズマブの失敗を発表していた。初期のアルツハイマー病患者に対するベルベセスタットの治験の結果は2019年2月に報告される予定である。
2014年9月、アストラゼネカとイーライリリーはラナベセスタット (AZD3293) の共同開発の合意を発表した。ラナベセスタットの第II/III相試験は2014年後半に開始されたが、乏しい結果のため2018年に予定よりも早く中止された。
他のBACE1阻害剤で第II相試験に到達しているのは、イーライリリーの阻害剤LY2886721である。第I相試験のデータは2012年のアルツハイマー病協会国際会議 (Alzheimer’s Association International Conference) で発表された。2週間の毎日投与で、BACE1の活性は50–75%低下し、脳脊髄液のAβ42は72%減少した。2013年、LY2886721の第II相試験は45人の患者のうち4人で肝臓の異常がみられたため終了したことが報告された。しかし、肝臓でBACE1をノックアウトしたマウスは正常であることから、この毒性は阻害剤の作用機構とは関係なく、オフターゲット効果である可能性がある。

### 潜在的な副作用
マウスでの実験によってBACEプロテアーゼ、特にBACE1は筋紡錘の適切な機能に必要であることが示唆されている。これらの結果は、アルツハイマー病の治療として現在精査されているBACE1阻害薬には運動調節の異常と関連した重大な副作用がある可能性を示している。一方で、BACE1をノックアウトしたマウスは健康である。

## プラスメプシンとの関係
将来的な抗マラリア剤の標的である病原性アスパラギン酸プロテアーゼプラスメプシンとBACE1は遠縁の関係にある。

## 関連文献
- “Structural features of human memapsin 2 (beta-secretase) and their biological and pathological implications”. Acta Biochimica et Biophysica Sinica 36 (12):  787–92. (2005). doi:10.1093/abbs/36.12.787. PMID 15592644.
- “Expression and activity of beta-site amyloid precursor protein cleaving enzyme in Alzheimer's disease”. Biochemical Society Transactions 33 (Pt 5):  1096–100. (2006). doi:10.1042/BST20051096. PMID 16246054.
- “BACE1 and presenilin: two unusual aspartyl proteases involved in Alzheimer's disease”. Neuro-Degenerative Diseases 1 (4-5):  168–74. (2006). doi:10.1159/000080982. PMID 16908986.
- “BACE1 expression and activity: relevance in Alzheimer's disease”. Neuro-Degenerative Diseases 4 (2-3):  117–26. (2007). doi:10.1159/000101836. PMID 17596706.